# Mellansjö Gropgärdet
Mellansjö Gropgärdet var en småort i Österåkers kommun i Stockholms län, belägen mitt på norra Ljusterö vid korsningen mellan Ljusterövägen och Mellansjövägen. Bebyggelsen består av ett antal butiker och en grupp flerfamiljshus. Vid 2015 års tätortsavgränsning kom bebyggelsen att utgöra en del av tätorten Nolsjö och småorten upplöstes.
Sedan början av 1990-talet finns Ljusterö Torg i orten, med livsmedelsbutik och postkontor och senare även andra företag.